# Carioca (gentilicio)

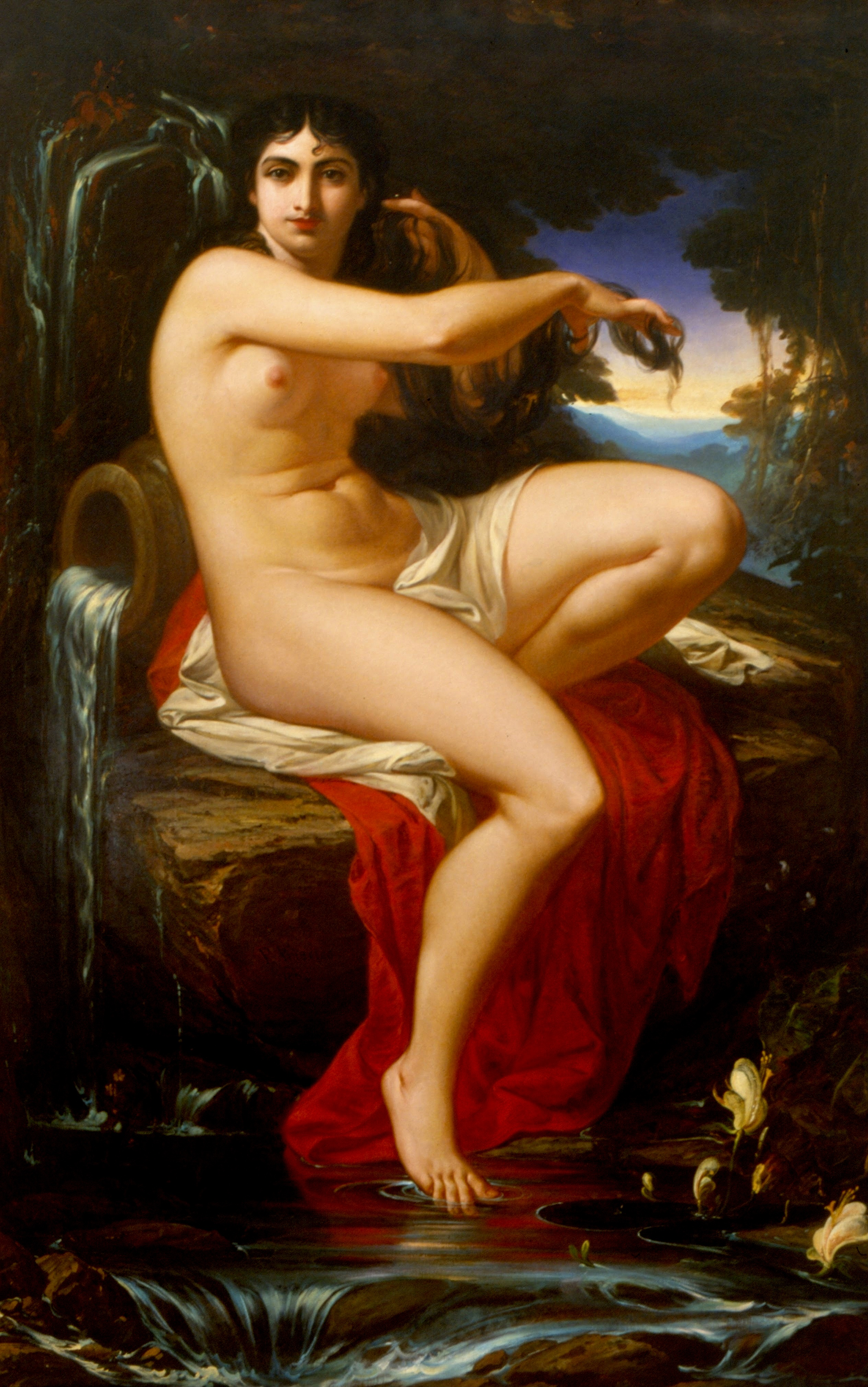
"A Carioca", pintura de 1882 de Pedro Américo

Se denomina carioca única y exclusivamente a las personas nacidas en la Ciudad de Río de Janeiro, Brasil.

## Etimología
El gentilicio nació de la palabra en idioma aborigen tupí kari-oca, que en portugués significa “homem de fora“ (en español, «hombre de fuera» o "casa de guaraníes"). Así denominaban los indígenas de la zona a los extranjeros que venían a Rio en la época colonial, y por ende la ciudad con una mezcla de ciudadanía, los oriundos de Río son llamados cariocas.
La denominación se extendió más tarde al río Carioca y finalmente fue implementada como gentilicio de aquellas personas nacidas en Río de Janeiro. Es incorrecta su utilización con el sentido más general de «brasileño», error frecuente en el lenguaje deportivo. Los nacidos en el estado de Río de Janeiro son llamados fluminenses, esto significa que todos los cariocas son fluminenses, pero no todos los fluminenses son cariocas.
La explicación de por qué el gentilicio carioca muchas veces es confundido con el gentilicio de todo Brasil, es decir, de brasileño (o el portuguesismo: "brasilero") se debe a que durante más de tres siglos (hasta que la capital de Brasil fue trasladada a Brasilia en los 1960) la capital y ciudad más rica e importante de Brasil fue Río de Janeiro. Sin embargo, nadie en Brasil llama a una persona "carioca" a no ser que ésta sea nacida en la ciudad de Río de Janeiro.